# 不会飞的鸟

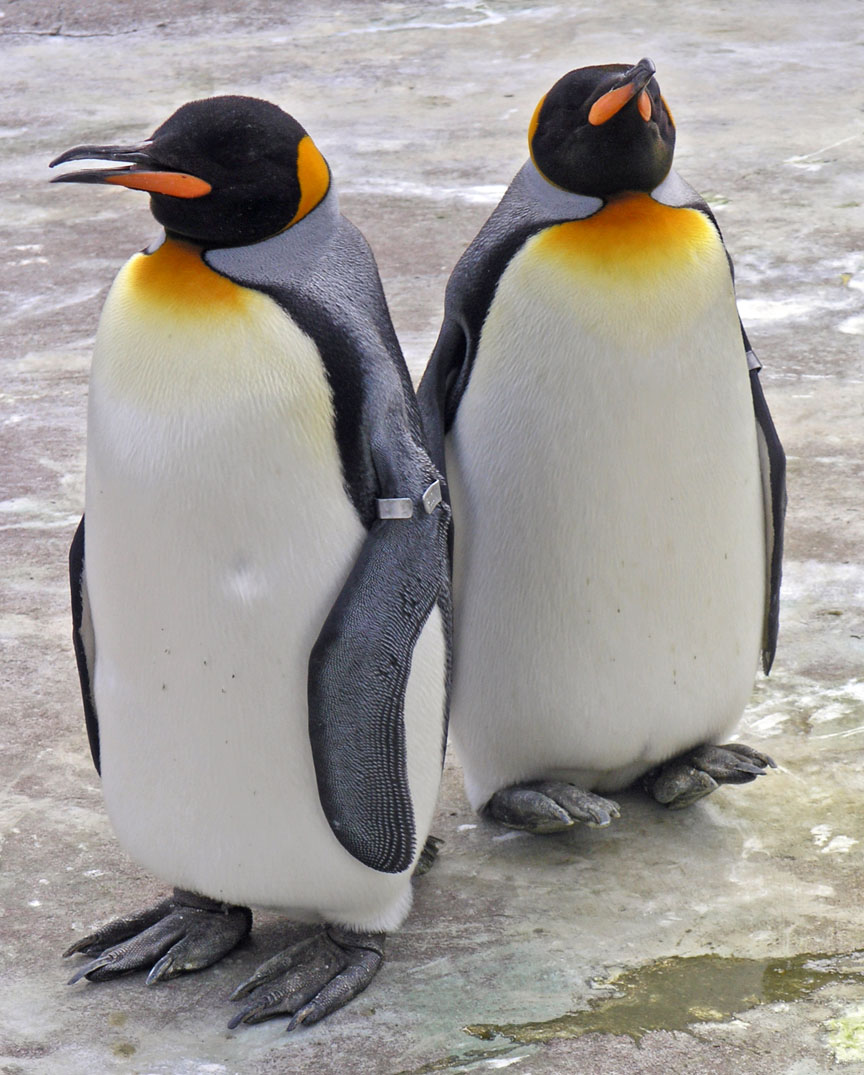
企鵝

不會飛的鳥是指已失去飛行能力的鳥類，取而代之的是奔跑及游泳的能力。雖然如此，但普遍认为牠們都是由懂得飛行的共同祖先演化而來。現存約有40種不會飛的鳥類，包括企鵝及鷸鴕（奇異鳥）等廣為人知的物種。除了諸如鴕鳥、鴯鶓與食火雞等大型的不會飛的鳥仍擁有強而有力的爪去對抗獵食者之外，大部分不會飛的鳥所面對的均為沒有太多捕獵者的環境、或是隔絕性的海島，花費極大氣力的飛行並不符合效益，因此牠們的演化傾向失去這種能力。
與大部分能夠飛行的鳥類比較，兩個最重要的分別是牠們或是擁有細小的翼骨、或是胸骨上的龍骨缺失了（或大幅度縮小）。細小的翼骨使拍翼的力度大減，由翼面提供的升力也不足以應付飛行所需；龍骨是翼肌附著的地方，凸起的龍骨大大增加所能附著的翼肌，從而提供拍翼時所需的強大力量。但扁平的胸骨不足以達成上述的任務（所以也常被稱作平胸類），飛行能力從此失去。此外，不會飛的鳥一般有較多的羽毛，像鴕鳥的羽毛就雜亂叢生。
相比起其他地區，紐西蘭有較多的不會飛的鳥類，如奇異鳥、企鵝及南秧雞等。其中一個原因是在大約1000年前毛利人首次踏足這個土地上時，島上並沒有地棲形的捕獵者，牠們最大的敵人反而是大型的猛禽——飛行並不是逃避敵人的有效方法。
不會飛的鳥類在面對人類所造成的威脅時衝擊較大，因此牠們面臨滅絕的機會也較高；幸運的是牠們也較易被圈養保護，簡單的欄杆已是有效的工具。人類很早就懂得牧養鴕鳥以取得其羽毛，現在的規模更大，以取得其肉作食及皮作為皮革制品。
已滅絕的不會飛的駭鳥並不如現在的不會飛的鳥類般單純，牠們強而有力的腿提供高速奔跑的能力。在2500萬年前牠們一直位列食物鏈的頂層，直至劍齒虎的出現才有所改變。

## 不會飛的鳥類列表
以下列表為截至全新世或以後的鳥類，加上†標誌表示為已滅絕。

### 鴕鳥目
- 鴕鳥（Struthio camelus）
- 鴯鶓（Dromaius novaehollandiae）
- 袋鼠島鴯鶓†（Dromaius baudinianus）
- 王島鴯鶓†（Dromaius ater）
- 鶴鴕
  - 南方鶴鴕（Casuarius casuarius）
  - 單垂鶴鴕（Casuarius unappendiculatus）
  - 侏鶴鴕（Casuarius bennetti）
- 恐鳥科所有種†（Dinornithidae）
- 象鳥科所有種†（Aepyornithidae）
- 鷸鴕
  - 大奇威鳥（Apteryx australis）
  - 大斑奇威鳥（Apteryx haastii）
  - 小斑奇威鳥（Apteryx owenii）
- 美洲鴕鳥屬
  - 美洲鴕鳥（Rhea americana）
  - 美洲小鴕（Rhea pennata）

### 鸊鷉目
- 秘魯鸊鷉（Podiceps taczanowskii）
- 短翅鸊鷉（Rollandia microptera）
- 阿提特蘭鷿鷈†（Podilymbus gigas）

### 鵜形目
- 弱翅鸬鹚（Phalacrocorax harrisi）

### 企鵝目
所有企鵝

### 佛法僧目
- 聖赫勒拿島戴勝†（Upupa antaios）

### 雁形目
- 异嘴鸭（英语：Moa-nalo）†（暂译[4]）
- 灰船鸭（Tachyeres pteneres）
- 短翅船鸭（Tachyeres brachypterus）
- 白头船鸭（Tachyeres leucocephalus）
- 奥克兰鸭（Anas aucklandica）
- 甘貝爾島野鴨（Anas nesiotis）

### 鸛形目
- 留尼旺孤鴿†（Threskiornis solitarius）

### 鶴形目
以下列出之秧雞與鶴雖不會飛（或可能不會飛），但並不代表所有的秧雞與鶴為不會飛的的鳥類，為免誤會特別註明
- 古巴鹤†（Grus cubensis）
- 紅秧雞†（Aphanapteryx bonasia）
- 羅德里格斯秧雞†（Aphanapteryx leguati）
- 乌氏秧鸡 （Nesoclopeus woodfordi）（可能不会飞）
- 斑翅秧雞†（Nesoclopeus poecilopterus）（可能不会飞）
- 紐西蘭秧雞（Gallirallus australis）
- 新喀里多尼亚秧鸡（Gallirallus lafresnayanus）
- 豪岛秧鸡（Gallirallus sylvestris）
- 卡拉杨秧鸡（Gallirallus calayanensis）
- 新不列颠秧鸡（Gallirallus insignis）
- 关岛秧鸡（Gallirallus owstoni）
- 所罗门秧鸡（Gallirallus rovianae）（可能不會飛 （Taylor et. al.,1998））
- 塔希提島紅嘴秧雞†（Gallirallus pacificus）
- 獃秧雞†（Gallirallus dieffenbachii）
- 查塔姆秧雞†（Cabalus modestus）
- 威克島秧雞†（Gallirallus wakensis）
- 普拉氏秧鸡（Aramidopsis plateni）
- 伊纳克塞瑟布尔岛秧鸡（Atlantisia rogersi）
- 雷仙島秧雞†（Porzana palmeri）
- 夏威夷秧雞†（Porzana sandwichensis）
- 庫島田雞†（Porzana monasa）
- 斑胸田鸡（Porzana atra）
- 大嘴秧鸡（Habroptila wallacii）
- 新几内亚秧鸡（Megacrex inepta）
- 新不列顛紫水雞†（Porphyrio albus）
- 短翅水雞†（Porphyrio mantelli）
- 南秧雞（Porphyrio hochstetteri）
- 萨摩亚水鸡（Gallinula pacifica）
- 马基拉水鸡（Gallinula silvestris）
- 特瑞斯坦水雞†（Gallinula nesiotis）
- 果夫岛黑水鸡（英语：Gough Island Moorhen）（Gallinula comeri）
- 镐嘴秧鸡†
- 鷺鶴（Rhynochetos jubatus）
- 绿水鸡（Gallinula mortierii）

### 鴴形目
- 大海雀†（Pinguinus impennis）
- Diving Puffin†

### 鸚形目
- 鴞鸚鵡（Strigops habroptila）
- 毛里求斯冕鹦鹉†（Lophopsittacus mauritianus）

### 鴿形目
- 渡渡鳥†（Raphus cucullatus）
- 羅德里格斯渡渡鳥†（Pezophaps solitaria）
- 圣赫勒拿鸽†（Dysmoropelia dekarchiskos）
- Viti Levu Giant Pigeon†

### 夜鷹目
- 紐西蘭裸鼻鴟（英语：New Zealand Owlet-nightjar）†（Aegotheles novazelandiae）

### 雀形目
- 斯蒂芬島異鷯†（Xenicus lyalli）

## 外部連結
- （英文） 有關紐西蘭不會飛的鳥的介紹（页面存档备份，存于）
- （中文） 不會飛的鳥類介紹（页面存档备份，存于）